# Erechthis
Erechthis is een geslacht van rechtvleugeligen uit de familie sabelsprinkhanen (Tettigoniidae). De wetenschappelijke naam van dit geslacht is voor het eerst geldig gepubliceerd in 1888 door Bolívar.

## Soorten
Het geslacht Erechthis  is monotypisch en omvat slechts de volgende soort:
- Erechthis gundlachi (Bolívar, 1888)